# Carl Rossander (ingenjör)
Carl August Julien Rossander, född 2 maj 1875 i Stockholm, död 15 juli 1927 i Engelbrekts församling, Stockholm, var en svensk elektroingenjör. Han var son till Carl Jacob Rossander. 

## Biografi
Rossander utexaminerades från Kungliga Tekniska högskolans avdelning för elektroteknik 1896, studerade vid Technische Hochschule i Berlin 1897–1898, var anställd hos Luth & Roséns Elektriska AB 1896–1897, hos AEG i Berlin 1898–1899 och som föreståndare för Gefle Elektriska Belysnings AB i Gävle 1899–1901.
År 1901 övertog Rossander tillsammans med Torsten Holmgren ledningen för den av Axel Estelle 1892 grundlagda Elektriska prövningsanstalten. Rossander förblev verksam som överingenjör och delägare inom firman Elektriska prövningsanstalten Holmgren & Rossander frånsett en period 1903–1904, då han var statsinspektör för elektriska anläggningar. Från 1916 var han av Överståthållarämbetet förordnad inspektör för elektriska anläggningar, 1911–1924 var han sekreterare i Svenska Elverksföreningen och 1917–1919 ordförande i Svenska Teknologföreningen. 
År 1922 blev Rossander t.f. och 1924 ordinarie professor i elektrisk anläggningsteknik vid Kungliga Tekniska högskolan. Han anlitades även för en mängd officiella uppdrag och var bland annat ledamot av kommittén för utarbetande av nya stadgar för Kungliga Tekniska högskolan (1917), 1920 års järnvägselektrifieringskommitté, operasakkunnige (1923) och elektriska taxekommittén (1924). Från 1923 var han stadsfullmäktig i Stockholm och från 1924 ledamot av och 1925 vice ordförande i Stockholms industriverksstyrelse. Han var även styrelseledamot i AB Gustafsbergs fabriks intressenter och suppleant i operastyrelsen (1924). Förutom ett 50-tal tekniska avhandlingar i facktidskrifter författade han Om tariffer för leverans af elektrisk energi (1909) samt Symboliska belastningskurvor och deras användning (1921).
Rossander är gravsatt på Norra begravningsplatsen utanför Stockholm.